# Danh sách cầu thủ tham dự giải vô địch bóng đá U-17 Bắc, Trung Mỹ và Caribe 2005

## Bảng A

### Costa Rica
| Số | Vt | Cầu thủ               | Ngày sinh (tuổi)           | Số trận | Câu lạc bộ         |
| -- | -- | --------------------- | -------------------------- | ------- | ------------------ |
| 1  | TM | Alfonso Quesada       | 15 tháng 3, 1988 (17 tuổi) |         | Alajuela           |
| 2  | HV | Alonso Vargas         | 5 tháng 4, 1988 (17 tuổi)  |         | Alajuela           |
| 3  | HV | Rudy Forbes           | 8 tháng 5, 1988 (16 tuổi)  |         | Alajuela           |
| 4  | TV | Fernando Paniagua     | 9 tháng 9, 1988 (16 tuổi)  |         | Deportivo Saprissa |
| 5  | HV | Carlos Chacón         | 3 tháng 8, 1988 (16 tuổi)  |         | B. México          |
| 6  | HV | David Calvo           | 3 tháng 10, 1988 (16 tuổi) |         | Alajuela           |
| 7  | TV | Roberto Carrillo      | 1 tháng 1, 1988 (17 tuổi)  |         | Deportivo Saprissa |
| 9  | TĐ | Julio Cesar García    | 15 tháng 7, 1988 (16 tuổi) |         | Alajuela           |
| 10 | TV | Luis Diego Cordero    | 21 tháng 5, 1988 (16 tuổi) |         | Deportivo Saprissa |
| 11 | TĐ | Jean Carlos Solórzano | 8 tháng 1, 1988 (17 tuổi)  |         | Alajuela           |
| 13 | TV | Celso Borges          | 27 tháng 5, 1988 (16 tuổi) |         | Deportivo Saprissa |
| 14 | TĐ | Carlos Sandoval       | 4 tháng 7, 1988 (16 tuổi)  |         | San Ramón          |
| 15 | TV | Esteban Rodríguez     | 25 tháng 1, 1988 (17 tuổi) |         | Carmelita          |
| 17 | HV | David Myrie           | 1 tháng 6, 1988 (16 tuổi)  |         | no club            |
| 18 | TM | Armando Venegas       | 24 tháng 1, 1988 (17 tuổi) |         | Deportivo Saprissa |
| 19 | TĐ | Guillermo Guardia     | 24 tháng 4, 1988 (16 tuổi) |         | Alajuela           |
| 20 | HV | Kendall Waston        | 1 tháng 1, 1988 (17 tuổi)  |         | Deportivo Saprissa |
| 21 | TĐ | Cesar Aguilar         | 7 tháng 10, 1990 (14 tuổi) |         | Deportivo Saprissa |

Đoàn tham dự
- Giám đốc Kĩ thuật U-17: Geovanny Alfaro HERNANDEZT
- Trợ lý huấn luyện viên: Jorge Manuel ULATE
- Huấn luyện viên thủ môn: Frank CARRILLO
- Đại biểu: Mario MUÑOZ
- Bác sĩ: Gerardo ARTAVIA
- Người huấn luyện: Geonnathan FERNANDEZ
- Massage Therapist: Geovanny CARILLO
- Quản lý Thiết bị: Olman MONTERO

### Cuba
| Số | Vt | Cầu thủ               | Ngày sinh (tuổi)            | Số trận | Câu lạc bộ       |
| -- | -- | --------------------- | --------------------------- | ------- | ---------------- |
| 1  | TM | José Selles           | 29 tháng 7, 1988 (16 tuổi)  |         | Las Tunas        |
| 2  | HV | Jesus Montes          | 11 tháng 7, 1988 (16 tuổi)  |         | Pinar del Río    |
| 3  | HV | Miguel Angel Lopez    | 15 tháng 2, 1989 (16 tuổi)  |         | Provincia Habana |
| 4  | HV | Denis Suarez          | 16 tháng 8, 1988 (16 tuổi)  |         | Cienfuegos       |
| 5  | TV | Yasmany Jesus Bernal  | 23 tháng 6, 1988 (16 tuổi)  |         | Cienfuegos       |
| 6  | TV | Yannier Martinez      | 28 tháng 5, 1988 (16 tuổi)  |         | Villa Clara      |
| 7  | TĐ | Luis Alberto Villegas | 2 tháng 6, 1988 (16 tuổi)   |         | Villa Clara      |
| 8  | TV | Alberto Gómez         | 12 tháng 2, 1988 (17 tuổi)  |         | Guantanamo       |
| 9  | TĐ | Leonardo Vila         | 9 tháng 2, 1988 (17 tuổi)   |         | Santiago de Cuba |
| 10 | TĐ | Adrián Hernández      | 20 tháng 3, 1988 (17 tuổi)  |         | Ciego de Avila   |
| 11 | TĐ | Onay Alberto Martínez | 10 tháng 6, 1988 (16 tuổi)  |         | Ciudad Habana    |
| 13 | HV | Yuri Alberto Altabas  | 3 tháng 2, 1988 (17 tuổi)   |         | Provincia Habana |
| 14 | HV | Armando Trejo         | 6 tháng 4, 1988 (17 tuổi)   |         | Las Tunas        |
| 15 | TV | Osmany Torres         | 4 tháng 1, 1988 (17 tuổi)   |         | Camagüey         |
| 16 | TV | Felix Guerra          | 14 tháng 1, 1989 (16 tuổi)  |         | Granma           |
| 17 | TV | Dayan Gonzalez        | 4 tháng 1, 1988 (17 tuổi)   |         | Sancti Spiritus  |
| 18 | HV | Yorlenis Lara         | 10 tháng 7, 1988 (16 tuổi)  |         | Guantanamo       |
| 21 | TM | Yosnel De La Luz      | 15 tháng 12, 1989 (15 tuổi) |         | Provincia Habana |

Đoàn tham dự
- Trưởng đoàn: Israel PERERA
- Giám đốc Kĩ thuật U-17: Manuel RODRIGUEZ
- Trợ lý huấn luyện viên: Carlos RAMIREZ, Luis Miguel SEARA
- Nhân viên báo chí: Sergio Enrique ORTEGA
- Bác sĩ: Carlos GONZALEZ
- Nhà tâm lý học: Lázaro Chi GONZALEZ

### El Salvador
| Số | Vt | Cầu thủ                 | Ngày sinh (tuổi)           | Số trận | Câu lạc bộ       |
| -- | -- | ----------------------- | -------------------------- | ------- | ---------------- |
| 2  | HV | Erick Leonel Vigil      | 3 tháng 4, 1989 (16 tuổi)  |         | no club          |
| 3  | HV | Fernando Flores         | 9 tháng 8, 1988 (16 tuổi)  |         | CD F.A.S.        |
| 7  | HV | Victor Samuel Turcios   | 13 tháng 4, 1988 (16 tuổi) |         | Balboa           |
| 8  | HV | Edgar Espinoza          | 1 tháng 2, 1988 (17 tuổi)  |         | A. Futuro        |
| 9  | TĐ | Cesar Mauricio Vasquez  | 7 tháng 6, 1988 (16 tuổi)  |         | Municipal Limeño |
| 10 | TV | Jilber Adonay Alvarez   | 11 tháng 4, 1988 (17 tuổi) |         | Municipal Limeño |
| 11 | TV | Juan Carlos Aguilar     | 4 tháng 2, 1988 (17 tuổi)  |         | Don Bosco        |
| 12 | HV | Jhonny Hernández        | 10 tháng 4, 1988 (17 tuổi) |         | INU              |
| 13 | HV | Sergio Miguel Palacios  | 14 tháng 5, 1988 (16 tuổi) |         | Aspirantes       |
| 14 | HV | Jersson Gaytan          | 30 tháng 3, 1988 (17 tuổi) |         | Vencedor         |
| 15 | TĐ | Herberth Ulloa          | 29 tháng 1, 1988 (17 tuổi) |         | no club          |
| 16 | TĐ | José Nelson Hernández   | 8 tháng 4, 1988 (17 tuổi)  |         | Aficionado       |
| 17 | TV | Fernando Monico         | 27 tháng 1, 1988 (17 tuổi) |         | A. Futuro        |
| 18 | TĐ | Kevin Escobar           | 2 tháng 3, 1988 (17 tuổi)  |         | Espartano        |
| 20 | TV | Josué Flores            | 13 tháng 5, 1988 (16 tuổi) |         | CD F.A.S.        |
| 21 | TV | Joel Ely Serrano        | 18 tháng 1, 1988 (17 tuổi) |         | Municipal Limeño |
| 22 | TM | Benji Oldai Villalobos  | 15 tháng 7, 1988 (16 tuổi) |         | no club          |
| 25 | TM | Guillermo Pino Martinez | 5 tháng 5, 1988 (16 tuổi)  |         | no club          |

Đoàn tham dự
- Trưởng đoàn: Jose Humberto TORRES
- Giám đốc Kĩ thuật U-17: Raul COCHERARI
- Trợ lý huấn luyện viên: Remberto SANTILLANA
- Huấn luyện viên thủ môn: Carlos Felipe CAÑADAS
- Đại biểu: Hugo Orlando VILLALTA
- Bác sĩ: Francisco AMAYA
- Người huấn luyện: Manuel Jaime GARCIA
- Quản lý Thiết bị: Abraham DIAZ

### Hoa Kỳ
| Số | Vt | Cầu thủ           | Ngày sinh (tuổi)            | Số trận | Câu lạc bộ           |
| -- | -- | ----------------- | --------------------------- | ------- | -------------------- |
| 1  | TM | Bryant Rueckner   | 20 tháng 1, 1988 (17 tuổi)  |         | PSG                  |
| 2  | HV | Richard Edgar     | 22 tháng 2, 1988 (17 tuổi)  |         | Potomac Cougars      |
| 3  | TV | Kevin Alston      | 5 tháng 5, 1988 (16 tuổi)   |         | Potomac Cougars      |
| 4  | HV | Eric Lichaj       | 17 tháng 11, 1988 (16 tuổi) |         | Chicago Magic        |
| 5  | HV | Kwame Sarkodie    | 18 tháng 6, 1988 (16 tuổi)  |         | Chicago Magic        |
| 6  | HV | Jeremy Hall       | 11 tháng 9, 1988 (16 tuổi)  |         | HC United            |
| 7  | HV | Carlos Borja      | 18 tháng 1, 1988 (17 tuổi)  |         | ISC Tiền đạo         |
| 8  | TV | Kyle Nakazawa     | 16 tháng 3, 1988 (17 tuổi)  |         | ISC Tiền đạo         |
| 9  | TĐ | Preston Zimmerman | 21 tháng 11, 1988 (16 tuổi) |         | Crossfire Premier    |
| 10 | TĐ | David Arvizu      | 19 tháng 4, 1988 (16 tuổi)  |         | Pateadores           |
| 11 | TV | Ryan Soroka       | 5 tháng 3, 1988 (17 tuổi)   |         | FC Delco             |
| 12 | TĐ | Eddie Ababio      | 1 tháng 1, 1988 (17 tuổi)   |         | HC United            |
| 13 | TV | Blake Wagner      | 29 tháng 1, 1988 (17 tuổi)  |         | Blackwatch Saints    |
| 14 | TV | Amaechi Igwe      | 20 tháng 5, 1988 (16 tuổi)  |         | Santa Clara Sporting |
| 15 | HV | Neven Subotić     | 10 tháng 12, 1988 (16 tuổi) |         | Manatee Magic        |
| 16 | TV | Nikolas Besagno   | 15 tháng 11, 1988 (16 tuổi) |         | Real Salt Lake       |
| 17 | TV | Omar Gonzalez     | 11 tháng 10, 1988 (16 tuổi) |         | Dallas Texans        |
| 18 | TM | Brian Perk        | 21 tháng 7, 1989 (15 tuổi)  |         | Pateadores           |

Đoàn tham dự
- Giám đốc Kĩ thuật U-17: John HACKWORTH
- Trợ lý huấn luyện viên: Raul DIAZ-ARCE, Keith FULK, Tim Mulqueen
- Người hợp tác: Thomas NORTON
- Nhân viên báo chí: Neil BUETHE
- Bác sĩ: Mark SILBEY
- Người huấn luyện: Michael WHITE
- Quản lý Thiết bị: Timothy RYDER

## Bảng B

### Canada
| Số | Vt | Cầu thủ                     | Ngày sinh (tuổi)            | Số trận | Câu lạc bộ            |
| -- | -- | --------------------------- | --------------------------- | ------- | --------------------- |
| 1  | TM | Adam Street                 | 7 tháng 7, 1991 (13 tuổi)   |         | Ontario               |
| 2  | HV | Robert Kerek                | 15 tháng 1, 1988 (17 tuổi)  |         | SC Freiburg/GER       |
| 3  | HV | Marinko Maras               | 18 tháng 3, 1989 (16 tuổi)  |         | Kalserslautern FC/GER |
| 4  | TV | Kyle Oliveira               | 4 tháng 3, 1988 (17 tuổi)   |         | Ontario               |
| 5  | HV | Nana Attakora               | 27 tháng 3, 1989 (16 tuổi)  |         | Ontario               |
| 6  | TV | Jonathan Beaulieu-Bourgault | 27 tháng 9, 1988 (16 tuổi)  |         | Quebec                |
| 7  | TĐ | Rudolph Pierre Mayard       | 21 tháng 2, 1988 (17 tuổi)  |         | Quebec                |
| 8  | TV | Keegan Ayre                 | 4 tháng 7, 1988 (16 tuổi)   |         | British Columbia      |
| 9  | TĐ | Selvin Shane Lammie         | 3 tháng 8, 1988 (16 tuổi)   |         | Ontario               |
| 10 | TĐ | Josue Jaramillo             | 28 tháng 11, 1988 (16 tuổi) |         | Ontario               |
| 11 | TĐ | A. J. Gray                  | 12 tháng 4, 1988 (17 tuổi)  |         | Ontario               |
| 12 | TV | Michael Pereira             | 9 tháng 3, 1989 (16 tuổi)   |         | Ontario               |
| 13 | HV | Alex Marrello               | 28 tháng 9, 1988 (16 tuổi)  |         | British Columbia      |
| 14 | TĐ | Marcus Haber                | 11 tháng 1, 1989 (16 tuổi)  |         | British Columbia      |
| 15 | HV | Curtis Ridley               | 9 tháng 2, 1988 (17 tuổi)   |         | Alberta               |
| 16 | HV | Joseph Awuakye              | 21 tháng 1, 1988 (17 tuổi)  |         | Ontario               |
| 17 | HV | Adam Lang                   | 9 tháng 2, 1988 (17 tuổi)   |         | British Columbia      |
| 22 | TM | Lorenzo Borella             | 12 tháng 3, 1988 (17 tuổi)  |         | Quebec                |

Đoàn tham dự
- Trưởng đoàn: Jim FLEMING
- Giám đốc Kĩ thuật U-17: Stephen HART
- Trợ lý huấn luyện viên: Sean FLEMING
- Huấn luyện viên thủ môn: Djamel LAARABI
- Người hợp tác: Earl COCHRANE
- Đại biểu: David MONSALVE
- Người huấn luyện: Anthony PELLEGRINO
- Phụ đạo: Mark SWEETAPPLE

### Haiti
| Số | Vt | Cầu thủ                 | Ngày sinh (tuổi)            | Số trận | Câu lạc bộ |
| -- | -- | ----------------------- | --------------------------- | ------- | ---------- |
| 1  | TM | Peterson Occénat        | 3 tháng 12, 1989 (15 tuổi)  |         | FHF        |
| 2  | HV | Symson Exume            | 4 tháng 10, 1988 (16 tuổi)  |         | FHF        |
| 3  | HV | Philippe Barthelemy     | 17 tháng 1, 1988 (17 tuổi)  |         | FHF        |
| 4  | TĐ | Vaniel Sirin            | 26 tháng 10, 1989 (15 tuổi) |         | FHF        |
| 5  | TĐ | Adiet Maddy             | 12 tháng 2, 1988 (17 tuổi)  |         | FHF        |
| 6  | TV | Clervilus Evins         | 8 tháng 10, 1989 (15 tuổi)  |         | FHF        |
| 7  | HV | Marc-Andre Jean-Baptise | 19 tháng 7, 1989 (15 tuổi)  |         | FHF        |
| 8  | HV | Djery Djenad. Caprice   | 12 tháng 3, 1988 (17 tuổi)  |         | FHF        |
| 9  | TĐ | Johnny Exantus          | 24 tháng 11, 1989 (15 tuổi) |         | FHF        |
| 10 | TV | Brisly Renaud           | 20 tháng 4, 1989 (15 tuổi)  |         | FHF        |
| 11 | TĐ | Sony Norde              | 27 tháng 7, 1989 (15 tuổi)  |         | FHF        |
| 13 | HV | Harold Julmiste         | 27 tháng 12, 1988 (16 tuổi) |         | FHF        |
| 14 | TĐ | Vinsly Philistin        | 28 tháng 10, 1988 (16 tuổi) |         | FHF        |
| 15 | HV | Alfred Robenson         | 13 tháng 12, 1988 (16 tuổi) |         | FHF        |
| 16 | TĐ | Jeff Bourdeau           | 25 tháng 2, 1989 (16 tuổi)  |         | FHF        |
| 18 | TV | Josue Jean-Pierre       | 9 tháng 2, 1989 (16 tuổi)   |         | FHF        |
| 19 | TV | Richecarde Theodore     | 30 tháng 5, 1988 (16 tuổi)  |         | FHF        |
| 22 | TM | Peterson Espera         | 5 tháng 2, 1988 (17 tuổi)   |         | FHF        |

Đoàn tham dự
- Trưởng đoàn: Yves JEAN-BART
- Giám đốc Kĩ thuật U-17: Jean Yves LABZE
- Trợ lý huấn luyện viên: James MORISSET
- Đại biểu: Antoine CRAAM, Jean Roosevelt DUCASSE, Claudio FREAN, Osvaldo GUITIERREZ

### Honduras
| Số | Vt | Cầu thủ                 | Ngày sinh (tuổi)           | Số trận | Câu lạc bộ    |
| -- | -- | ----------------------- | -------------------------- | ------- | ------------- |
| 1  | TM | Emmanuel Diaz           | 28 tháng 2, 1988 (17 tuổi) |         | CD Olimpia    |
| 3  | HV | Vicente Solorzano       | 27 tháng 9, 1988 (16 tuổi) |         | El Triunfo    |
| 4  | HV | Maynor Martinez         | 4 tháng 2, 1988 (17 tuổi)  |         | CD Platense   |
| 5  | HV | Luis Fernando Sosa      | 6 tháng 1, 1988 (17 tuổi)  |         | CD Olimpia    |
| 6  | HV | Juan Carlos Garcia      | 8 tháng 3, 1988 (17 tuổi)  |         | C.D. Marathón |
| 7  | TĐ | Darwin Oliva Garica     | 21 tháng 3, 1989 (16 tuổi) |         | Libertad      |
| 8  | HV | Eliezer Castellanos     | 27 tháng 7, 1988 (16 tuổi) |         | CD Victoria   |
| 9  | TĐ | Mario Martinez          | 30 tháng 7, 1988 (16 tuổi) |         | CD Platense   |
| 10 | TV | Francisco Mejia         | 22 tháng 7, 1988 (16 tuổi) |         | C.D. Marathón |
| 11 | TĐ | Milton Geovany Palacios | 17 tháng 4, 1988 (16 tuổi) |         | Libertad      |
| 13 | HV | David Molina            | 14 tháng 3, 1988 (17 tuổi) |         | C.D. Motagua  |
| 14 | HV | Cruz Avila              | 8 tháng 8, 1988 (16 tuổi)  |         | CD Platense   |
| 15 | TĐ | Kewin Delano Matute     | 19 tháng 3, 1988 (17 tuổi) |         | Libertad      |
| 17 | HV | Oscar Rene Martinez     | 27 tháng 3, 1988 (17 tuổi) |         | CD Olimpia    |
| 18 | TV | Meller Sanchez          | 28 tháng 7, 1988 (16 tuổi) |         | C.D. Motagua  |
| 19 | TV | Junior Bonilla          | 10 tháng 2, 1988 (17 tuổi) |         | Alus          |
| 20 | TV | Jose Carlos Rivera      | 11 tháng 7, 1988 (16 tuổi) |         | C.D. Motagua  |
| 22 | TM | Cesar Asaul Tejeda      | 23 tháng 4, 1988 (16 tuổi) |         | CD Valencia   |

Đoàn tham dự
- Trưởng đoàn: Vicente WILLIAMS
- Giám đốc Kĩ thuật U-17: Miguel ESCALANTE
- Trợ lý huấn luyện viên: Angel Antonio OBANDO
- Huấn luyện viên thủ môn: Marcelo SCALLESI
- Manager: Miguel Angel CASTILLO
- Nhân viên báo chí: Edwin BANEGAS
- Người huấn luyệns: Luis Gustavo CABRERA, Augusto MORENO
- Quản lý Thiết bị: Jesus GARCIA

### México
| Số | Vt | Cầu thủ                  | Ngày sinh (tuổi)           | Số trận | Câu lạc bộ       |
| -- | -- | ------------------------ | -------------------------- | ------- | ---------------- |
| 1  | TM | Sergio Arias             | 27 tháng 2, 1988 (17 tuổi) |         | CD Guadalajara   |
| 2  | HV | Patricio Araujo          | 30 tháng 1, 1988 (17 tuổi) |         | CD Guadalajara   |
| 3  | HV | Efraín Juárez            | 22 tháng 2, 1988 (17 tuổi) |         | Pumas UNAM       |
| 4  | HV | Christian Sánchez        | 4 tháng 4, 1989 (16 tuổi)  |         | Atlas            |
| 5  | HV | Jorge Torres Nilo        | 16 tháng 1, 1988 (17 tuổi) |         | Atlas            |
| 6  | TV | Omar Esparza             | 21 tháng 5, 1988 (16 tuổi) |         | CD Guadalajara   |
| 7  | TV | Jorge Hernández          | 22 tháng 2, 1988 (17 tuổi) |         | Atlas            |
| 8  | TĐ | Giovani dos Santos       | 11 tháng 5, 1989 (15 tuổi) |         | Barcelona        |
| 9  | TĐ | Carlos Vela              | 1 tháng 3, 1989 (16 tuổi)  |         | CD Guadalajara   |
| 10 | TĐ | Ever Guzmán              | 3 tháng 3, 1988 (17 tuổi)  |         | Monarcas Morelia |
| 11 | TV | Mario Gallegos           | 15 tháng 4, 1988 (16 tuổi) |         | Atlas            |
| 12 | TM | Jesus Alejandro Gallardo | 16 tháng 1, 1988 (17 tuổi) |         | Atlas            |
| 13 | TV | Edgar Andrade            | 2 tháng 3, 1988 (17 tuổi)  |         | Cruz Azul        |
| 14 | TĐ | Heriberto Beltran        | 14 tháng 6, 1988 (16 tuổi) |         | Monarcas Morelia |
| 15 | TV | Adrian Rodriguez         | 14 tháng 6, 1988 (16 tuổi) |         | Monarcas Morelia |
| 16 | TĐ | Mitchel Oviedo           | 7 tháng 7, 1988 (16 tuổi)  |         | CD Guadalajara   |
| 17 | HV | Pedro Valverde           | 6 tháng 4, 1988 (17 tuổi)  |         | Cruz Azul        |
| 18 | TV | Cesar Villaluz           | 18 tháng 7, 1988 (16 tuổi) |         | Cruz Azul        |

Đoàn tham dự
- Trưởng đoàn: Guillermo Luis CANTU
- Giám đốc Kĩ thuật U-17: Jesus RAMIREZ
- Trưởng ban quản trị: Ricardo MARTINEZ
- Nhân viên báo chí: Mauricio ZAVALA
- Bác sĩ: Gonzalo LUNA
- Người huấn luyện: Jesus ZAMUDIO
- Nhân viên bảo vệ: Alfonso SILVA

Bản mẫu:Giải vô địch bóng đá U-17 Bắc, Trung Mỹ và Caribe